# 음력 11월 19일
음력 11월 19일은 음력 11월의 19번째 날이다.

## 사건
- 1598년 - 노량 해전 발발. (양력 12월 16일)
- 1997년 - 대한민국 대통령 선거에서 김대중 후보가 당선되다.

## 문화
- 2007년 -
  - OBS경인TV 개국.
  - 수도권 전철 1호선 덕계역 개통.
  - 서울외곽순환고속도로 의정부 나들목 ~ 송추 나들목 개통함으로써 전 구간 완전 개통.
- 2012년 -
  - 대한민국 수도권의 지상파 아날로그 TV방송이 종료되면서 대한민국에서 지상파 아날로그 TV방송이 완전히 종료되었다.
  - 야후! 코리아가 한국시장에서 완전히 철수했다.
  - 모바일 게임 다함께 차차차가 출시되었다.

## 탄생
- 1905년 - 대한민국의 극작가, 연극인 유치진.
- 1969년 - 대한민국의 코미디언 이창명.
- 1976년 - 대한민국의 배우 이유진.
- 1988년 - 대한민국의 가수, 배우 택연 (2PM).
- 1995년 -
  - 대한민국의 기상캐스터 김규리.
  - 대한민국의 골프 선수 박결.
  - 대한민국의 가수 장한나.
  - 대한민국의 배우 김창호.
- 2000년 - 대한민국의 배우 최원홍.

## 사망
- 1598년 - 조선의 무신 이순신. (양력 12월 16일)

## 같이 보기
- 음력 360일: 1월 2월 3월 4월 5월 6월 7월 8월 9월 10월 11월 12월
- 전날:11월 18일 다음날:11월 20일 - 전달:10월 19일 다음달:12월 19일
- 양력:11월 19일
- 음력, 윤달